# Sankar Chatterjee
Sankar Chatterjee es paleontólogo y es profesor de Geociencias Paul W. Horn en la Universidad Tecnológica de Texas y curador de paleontología en el Museo de la Universidad Tecnológica de Texas. Obtuvo su doctorado de la Universidad de Calcuta en 1970 y fue becario postdoctoral en el Instituto Smithsoniano de 1977 a 1978.
El Dr. Chatterjee se ha centrado en el origen, la evolución, la anatomía funcional y la sistemática de los vertebrados mesozoicos, incluidos los arcosaurios basales, los dinosaurios, los pterosaurios y las aves. Ha investigado reptiles del Triásico Tardío en la India , como los fitosaurios , los rincosaurios y los prolacertiformes . Es conocido por su trabajo en vertebrados recuperados en la década de 1980 de Post Quarry en la Formación Tripersa tardía de Cooper Canyon ( Grupo Dockum ) del oeste de Texas. El material incluye el gran Postosuchus rauisuquiano , que recibió su nombre de la cercana ciudad de Post . También incluyó especímenes controvertidos que Chatterjee identificó como aviar ( Protoavis ). La identificación de estos especímenes como aviares retrasaría el origen de las aves por al menos 75 millones de años.
En 2008, Chatterjee y Rick Lind diseñaron un vehículo aéreo no tripulado de 30 pulgadas con un timón grande y delgado inspirado en la cresta de Tupandactylus, que se llama Pterodrone. La vela grande y delgada como un timón en su cabeza funcionaba como un órgano sensorial que actuaba de manera similar a una computadora de vuelo en un avión moderno y también ayudaba con la agilidad de giro del animal. "Estos animales toman las mejores partes de los murciélagos y las aves", dijo Chatterjee. “Tenían la maniobrabilidad de un murciélago, pero podían deslizarse como un albatros. Nada vivo hoy se compara con el rendimiento y la agilidad de estos animales. Vivieron durante 160 millones de años, por lo que no eran animales tontos. Los cielos fueron oscurecidos por bandadas de ellos. Eran los animales voladores dominantes de su tiempo." "Hemos descubierto que en realidad podían navegar en el viento durante largos períodos de tiempo mientras volaban sobre los océanos... Al levantar sus alas como velas en un bote, podrían usar la más mínima brisa de la misma manera que un catamarán se mueve a través del agua. Podían despegar rápidamente y volar largas distancias con poco esfuerzo".

## Géneros nombrados
Los siguientes géneros fueron nombrados por el profesor Chatterjee:
| Nombre             | Año    | Estado       | Coautor(es)                                     | Notas                                                            | Imagen |
| ------------------ | ------ | ------------ | ----------------------------------------------- | ---------------------------------------------------------------- | ------ |
| - Alwalkeria       | - 1994 | Taxón válido | - Creisler                                      |                                                                  |        |
| - Barapasaurus     | - 1975 | Taxón válido | - Jain - Kutty - Roy-Chowdhury                  |                                                                  |        |
| - Jaklapallisaurus | - 2011 | Taxón válido | - Fernando E. Novas - Martin D. Ezcurra - Kutty |                                                                  |        |
| - Lamplughsaura    | - 2007 | Taxón válido | - Kutty - Peter Galton - Upchurch               |                                                                  |        |
| - Nambalia         | - 2011 | Taxón válido | - Fernando E. Novas - Martin D. Ezcurra - Kutty |                                                                  |        |
| - Postosuchus      | - 1985 | Taxón válido | N/A                                             |                                                                  |        |
| - Pradhania        | - 2007 | Taxón válido | - Kutty - Peter Galton - Upchurch               |                                                                  |        |
| - Protoavis        | - 1991 | nomen dubium | N/A                                             |                                                                  |        |
| - Shuvosaurus      | - 1993 | Taxón válido | N/A                                             |                                                                  |        |
| - Technosaurus     | - 1995 | Taxón válido | N/A                                             |                                                                  |        |
| - Tikisuchus       | - 1987 | Taxón válido | - Pranab K. Majumdar                            |                                                                  |        |
| - Walkeria         | - 1987 | Pre-ocupado  | N/A                                             | Nombre preocupado por un briozoo. Renombrado Alwalkeria en 1994. |        |

## Publicaciones seleccionadas
- Chatterjee, Sankar (August 1997). «Multiple Impacts at the KT Boundary and the Death of the Dinosaurs». 30th International Geological Congress 26. pp. 31-54. ISBN 978-90-6764-254-5. Consultado el 22 de febrero de 2008.
- Chatterjee, Sankar (15 de octubre de 2009). «Giant Impact Near India -- Not Mexico -- May Have Doomed Dinosaurs». 2009 Annual GSA Meeting, 18–21 October. The Geological Society of America Release No. 09-54. Archivado desde el original el 16 de junio de 2010. Consultado el 13 de agosto de 2010.
- Chatterjee, Sankar; Mehrotra, Naresh M. (18 de octubre de 2009). «The Significance of the Contemporaneous Shiva Impact Structure and Deccan Volcanism at the KT Boundary». 2009 Portland GSA Annual Meeting (18-21 October 2009). pp. 50-9. Archivado desde el original el 6 de abril de 2010. Consultado el 13 de agosto de 2010.

### Libros
- Chatterjee, Sankar; Hotton III, Nicholas, eds. (1992). New concepts in global tectonics. Lubbock, USA: Texas Tech University Press. p. 450. ISBN 0-8967-2269-4.
- Chatterjee, Sankar (1997). The Rise of Birds. Baltimore: Johns Hopkins University Press. pp. 312.
- Chatterjee, Sankar; Templin, RJ (2004). Special Paper: Posture, Locomotion, and Paleoecology of Pterosaurs 376. Boulder, CO: The Geological Society of America. pp. 64 + iv. ISBN 0-8137-2376-0.